# Nadine Zumkehr
Nadine Zumkehr (ur. 5 lutego 1985 w Frutigen) – szwajcarska siatkarka plażowa.
Reprezentowała Szwajcarię na Letnich Igrzyskach Olimpijskich 2012 w parze z Simone Kuhn. Zostały one wyeliminowane w 1/8 finału przez Amerykanki Jennifer Kessy i April Ross, które zdobyły ostatecznie srebrny medal.